# Bouillie de sel
Dans le domaine du déneigement routier, la bouillie de sel désigne un mélange de sel en grains et de saumure. Ce mélange est obtenu lors de l’épandage où les deux produits sont épandus simultanément. Il permet d'améliorer l'efficacité de l'action du sel dans la fonte de la glace.

## Intérêt de la bouillie de sel

### Inconvénients du sel en grains
Le sel en grains utilisé dans le salage des routes capte l’eau dont il a besoin pour agir. Il s’écoule donc un certain temps après son épandage pour qu’il passe en solution et devienne actif.
Pendant ce temps le verglas ou la neige subsiste sur la chaussée malgré l’apparence de sécurité donnée par le passage de la saleuse et une partie du sel répandu est éliminé par la circulation.
Par ailleurs, en dessous de -7/-8 °C, la teneur en eau libre est trop faible pour amorcer convenablement le processus de fonte. À ces températures, l’action du sel en grains est donc stoppée de ce fait.

### Inconvénients de lasaumure
Le sel dissous dans de l’eau sous forme de saumure agit instantanément. Mais la saumure répandue va se diluer rapidement par l’apport d’eau provenant de la fonte ou de l’humidité de l’air. Son action est donc limitée dans le temps.

### Intérêt
Les avantages des deux procédés sont ainsi conjugués et les défauts de chacun sont supprimés :
- la saumure attaque immédiatement la couche de glace ou de neige ;
- au fur et à mesure de la dilution de la saumure, le sel en grains fond, maintenant une concentration suffisante de la saumure et prolongeant ainsi son efficacité ;
- du fait de l’apport d’eau, le mélange reste efficace jusqu’à des températures ambiantes voisines 10/-12 °C.

De plus, la présence de la saumure améliore l’adhérence du sel en grains sur la surface de la chaussée et limite son évacuation par le trafic. On pourra donc réduire le dosage de sel en grains et diminuer ainsi le coût du salage à efficacité égale.

## Dosage
Dans le cadre d’une intervention précurative sur une route sèche, on ajoutera 30 % de saumure, voire plus au sel sec.
Dans le cadre d’un traitement curatif, des essais sont faits pour déterminer le dosage afin de prendre en compte le climat du secteur, sa géographie, la nature des intempéries généralement constatée, le niveau du service attendu.